# قانون جوی (محاسبات)
قانون جوی ، در محاسبات برای اولین بار در سال ۱۹۸۳ توسط بیل جوی، یکی از بنیانگذاران سان مایکروسیستمز بیان شد، این قانون بیان می‌کند که هر سال حداکثر سرعت کامپیوتر دو برابر می‌شود و بنابراین واضح است که، با یک تابع ساده از زمان به دست می‌آید.
{\displaystyle S=2^{Y-1984},}
که در آن S حداکثر سرعت کامپیوتر است که از طریق سال Y به دست آمده است و در MIPS بیان می‌شود.
قضیه دیگری که به بیل جوی نسبت داده می‌شود و از آن نیز به عنوان «قانون جوی» یاد می‌شود، بیان می‌کند که بیشتر افراد باهوش برای شخص دیگری کار می‌کنند.